# Big Bounce

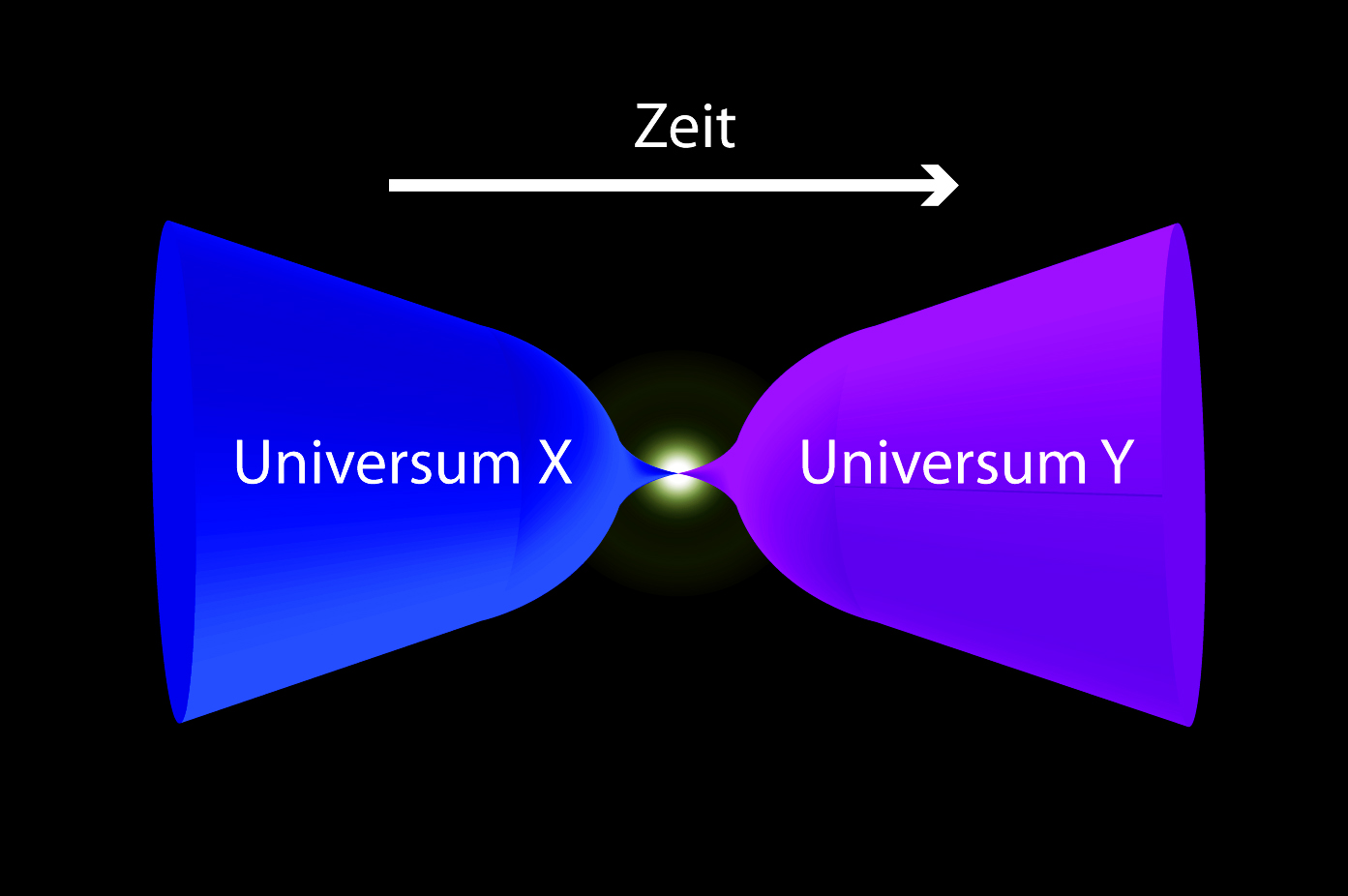
Modellvorstellung der Entstehung unseres Universums (Y) durch Rückprall nach dem Zusammenfallen eines anderen Universums (X)

Der Big Bounce (englisch für „Großer Rückprall“, daher auch Urprall genannt) ist ein theoretisches Modell der Entstehung des Universums. Es gehört zu den Modellen des zyklischen Universums und steht damit in Konkurrenz zur Urknalltheorie. Beim Big Bounce wird angenommen, dass der „Urknall“ (Big Bang) das Resultat des Kollapses (Big Crunch) eines Vorgängeruniversums war, und selbst wieder in einem Big Crunch enden wird, welcher ein Nachfolgeuniversum erzeugen wird. Dieser Zyklus soll sich endlos wiederholen.

## Motivation
Nach der aktuellen Urknall-Theorie hätte das Universum zum Zeitpunkt Null eine unendliche Dichte haben müssen. Eine solche Beschreibung stünde im Widerspruch zum Unbestimmtheitsprinzip der Quantenmechanik und wegen auftretender Singularitäten auch zur Relativitätstheorie, die auf sehr kleinen Längenskalen im Bereich der Planck-Skala ihre Gültigkeit verlöre.
Die Big-Bounce-Theorie geht von einer Quantisierung der Raumzeit aus und vermeidet so die problematischen Singularitäten, da alle physikalischen Größen nur endliche Werte annehmen können.

## Variante
Gemäß einem radikaleren Modell von Anna Ijjas werden Universen beim Big Crunch nicht einmal so klein, dass die Quantenphysik dominiert.

## Vertreter
Der Begriff „Big Bounce“ wurde 1987 von Wolfgang Priester und Hans-Joachim Blome geprägt. Aktuelle Vertreter der Big-Bounce-Theorie sind bspw. Paul Steinhardt, Anna Ijjas, Abhay Ashketar, Martin Bojowald und Nikodem Popławski.